# Cmentarz wojenny - Karwowo-Konotapa
Cmentarz wojskowy Karwowo-Konotopa – zabytkowy cmentarz z I wojny światowej wpisany do rejestru zabytków nr rej.: 272 z 10.03.1987, w formie prostokąta otoczonego niskim wałem ziemnym, znajdujący się w okolicy miejscowości Karwowo w gminie Stawiski.

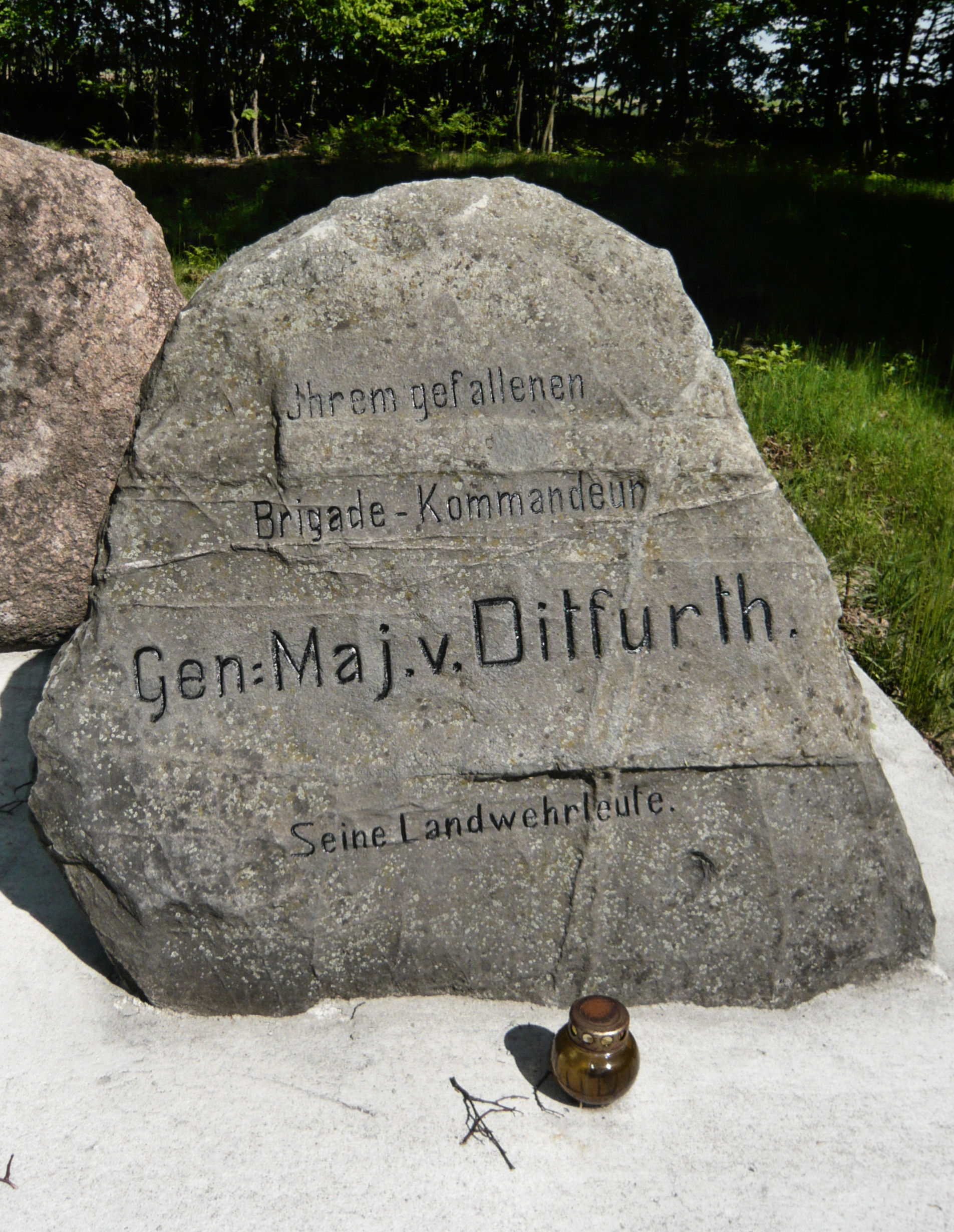
Kamień z nazwiskiem pochowanego generała

Na cmentarzu pochowanych jest 187 niemieckich żołnierzy poległych głównie w 1915 roku.
Obiekt znajduje w lesie przy drodze krajowej nr 61. Jest zachowany w bardzo dobrym stanie, po dokonaniu częściowej renowacji.